# Череда-Коца Корнедо (Виченца)
Череда-Коца Корнедо је насеље у Италији у округу Виченца, региону Венето.
Према процени из 2011. у насељу је живело 1465 становника. Насеље се налази на надморској висини од 166 м.